# Référendums en Colombie
Les référendums d'initiative parlementaire ou populaire sont possibles en Colombie, dont la constitution organise le cadre légal de cette forme de démocratie directe.

## Référendums législatif d'origine populaire, avec accord des autorités
Les articles 103 et 104 de la constitution colombienne de 1991 font du référendum un moyen d'expression de la souveraineté du peuple, au résultat légalement contraignant. L'article 155 permet ainsi à un projet de loi d'être porté au parlement s'il réunit les signatures d'au moins 5 % des électeurs inscrits sur les listes électorales. Le parlement peut alors l'adopter, le rejeter, ou décider de le soumettre à référendum. Un porte-parole peut être désigné pour être entendu par le parlement à n'importe quelle étape du processus.
Si les autorités décident de la tenue d'un référendum, seul le vote favorable du Sénat est obligatoire au niveau parlementaire — sans qu'il soit nécessaire de consulter la Chambre des représentants —, ainsi que la décision favorable du président de la Colombie approuvée en conseil des ministres.

### Conditions de validité
Le projet de loi est alors proposé au vote de la population à une date différente de tout autre scrutin électoral. Le scrutin est soumis à l'article 41 de la loi électorale, qui impose une participation minimale d'un tiers des inscrits pour que le résultat, approuvé ou rejeté à la majorité absolue (50 % +1) des voix,, soit déclaré valide,.

## Référendums abrogatifs d'origine populaire, seule
L'article 170 de la Constitution colombienne de 1991 permet à la population colombienne de mettre en œuvre des référendums abrogatifs à l'encontre de certaines lois votées par le parlement. 
Les signatures d'au moins 10 % des électeurs inscrits sur les listes électorales doivent pour cela être réunies dans un délai de six mois à partir du début de la collecte. En 2017, un total de 36 783 940 électeurs étaient inscrits sur les listes, ce qui équivaut à un seuil d'un peu plus de 3 678 000 signatures. En pratique, le nombre de signatures à collecter est cependant plus élevé pour pallier le nombre variable de signatures invalides ou en double.

### Restrictions et contrôle constitutionnel
Les référendums abrogatifs ne sont cependant pas autorisés à l'encontre de lois relatives au budget de l'État, aux lois sur la fiscalité, ainsi qu'à la ratification de traités internationaux.

### Conditions de validité
Le référendum est légalement contraignant. Il n'est cependant considéré comme valide qu'à la condition de recueillir la majorité absolue des suffrages exprimés en faveur de l'abrogation de la loi, ainsi qu'un quorum de participation des 25 % des inscrits.